# Cathédrale luthérienne de Reykjavik
Cette cathédrale ne doit pas être confondue avec une autre cathédrale de Reykjavik.
La cathédrale luthérienne de Reykjavik (ou simplement cathédrale de Reykjavik,  en islandais : Dómkirkjan í Reykjavík), est l’unique cathédrale luthérienne islandaise siège de l'Église d'Islande. Elle est située à Austurvöllur dans la partie occidentale de Reykjavik, la capitale du pays.
Elle a été construite à la fin du XVIIIe siècle à l'occasion de la fusion entre les diocèses de Skálholt et de Hólar qui furent regroupés à Reykjavik. L'aspect actuel de la cathédrale date de 1847. 

## Historique

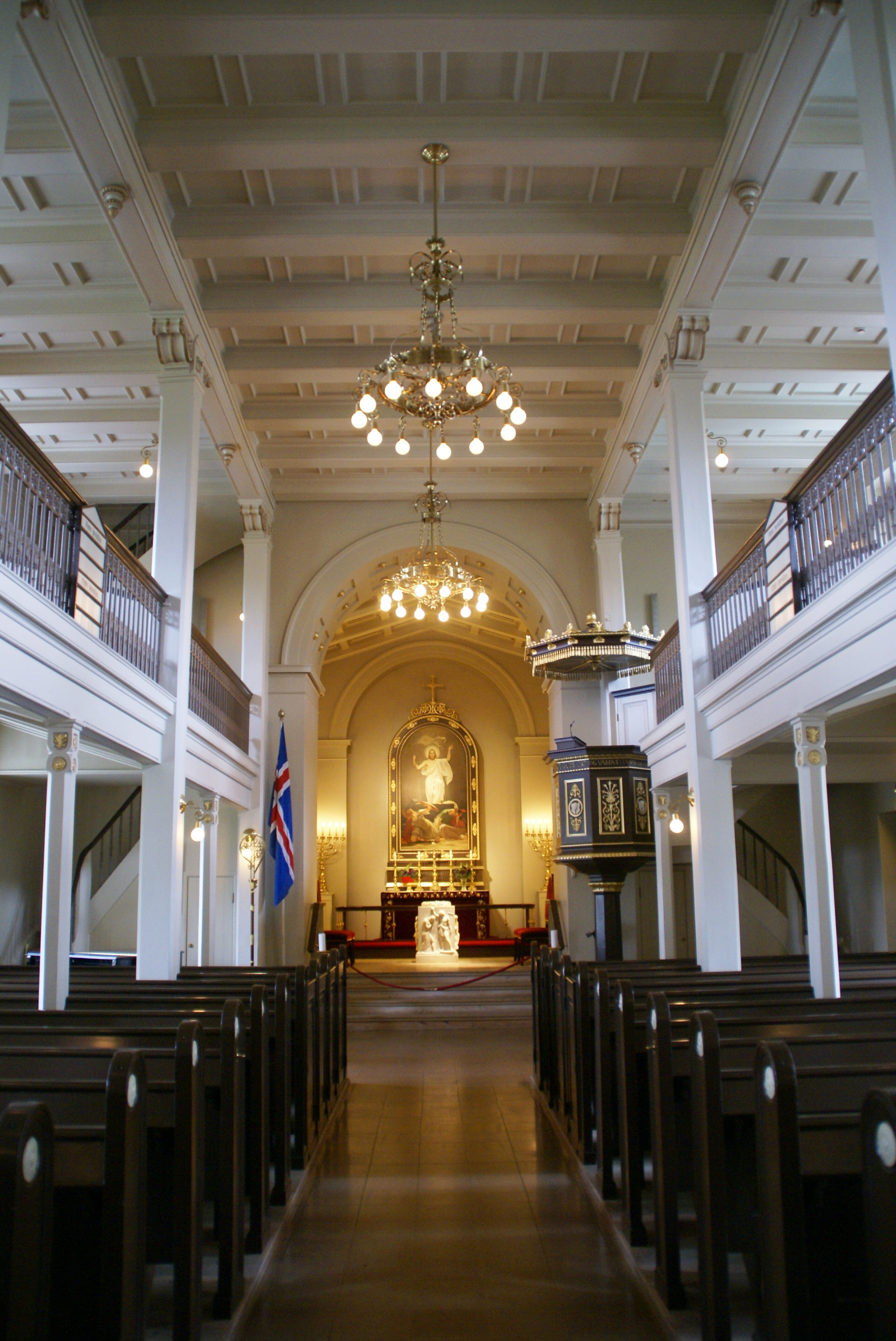
Vue de la nef et du chœur de la cathédrale en 2013.

Un précédent édifice a été construit entre 1787 et 1796 près du site d'une ancienne église, qui se trouvait sur Adalstræti. Peu de temps auparavant, l'évêché avait été déplacé de Skálholt à Reykjavík et l'église devait devenir l'église cathédrale des deux évêchés, Hólar et Skálholt. En 1796, l'église est consacrée. A cette époque, toute la population de la ville pouvait encore se rassembler à l'intérieur. Le nouvel édifice fut construit selon les plans du maître d'œuvre royal (et architecte de maisons de campagne bien connu) Andreas Kirkerup. Cependant, le bâtiment devait avoir des défauts structurels, car il a été démoli et remplacé par l'église actuelle, plus grande, en 1847 ; le projet a également pris en compte le développement croissant de la population de Reykjavik.